# Acuff
Acuff é uma comunidade não incorporada localizada no condado de Lubbock, no estado norte-americano do Texas. Integra a área estatística metropolitana de Lubbock.

## Histórico
Acuff recebeu este nome em homenagem a Michael S. Acuff, que chegou à região em 1891.